# National Institute for Occupational Safety and Health
El National Institute for Occupational Safety and Health (Institut Nacional de Seguretat i Salut Ocupacionals o NIOSH) és l'agència federal nord-americana responsable de realitzar investigacions i fer recomanacions per a la prevenció d'accident de treball i malalties. El NIOSH és part dels Centres per al Control i Prevenció de Malalties (CDC) del Departament de Salut i Serveis Humans dels Estats Units. El seu director és John Howard.
El NIOSH té la seu a Washington, D.C., amb els laboratoris d'investigació i oficines a Cincinnati, Morgantown, Pittsburgh, Denver, Anchorage, Spokane, i Atlanta. El NIOSH és una organització professional diversa, amb una plantilla de 1.200 persones que representen una àmplia gamma de disciplines, incloent l'epidemiologia, la medicina, la higiene industrial, la seguretat, la psicologia, l'enginyeria, la química, i les estadístiques.
La Llei de Seguretat i Salut en el Treball dels Estats Units, signada pel president Richard Nixon el 29 de desembre de 1970, va crear el NIOSH i l'Administració de Seguretat i Salut Ocupacional (OSHA). El NIOSH va ser creat per ajudar a garantir unes condicions de treball segures i saludables en oferir investigació, informació, educació i formació en el camp de la seguretat i salut en el treball. El NIOSH proporciona un lideratge als EUA i a nivell mundial per prevenir les malalties relacionades amb la feina, lesions, discapacitat i mort per la recopilació d'informació, la realització d'investigació científica, i la traducció dels coneixements adquirits en productes i serveis.